# Czujnik fotoelektryczny bariera

Zasada działania

Czujnik fotoelektryczny bariera – element automatyki przemysłowej działający na zasadzie przerwania strumienia światła biegnącego od nadajnika do odbiornika.
Czujniki-bariery świetlne jednokierunkowe składają się z oddzielnego nadajnika i odbiornika, które muszą być umieszczone po obydwu stronach ścieżki światła. Element obserwowany przerywa strumień światła i oddziałuje na odbiornik – niezależnie od własności powierzchni – powodując zmianę sygnału wyjściowego. Przy niekorzystnych warunkach (np. zapylenie, olej, mgła) takie zapory jednokierunkowe dają najlepsze wyniki